# Rafael Silva (actor)
Rafael Silva (nacido el 18 de junio de 1994) es un actor brasileño-estadounidense conocido por su papel de Carlos Reyes en 9-1-1: Lone Star.

## Biografía
Silva nació en Belo Horizonte. Cuando era pequeño, quería seguir una carrera en el cuidado de animales, al igual que su abuelo y sus tíos. Sin embargo, su familia se mudó a los Estados Unidos cuando tenía trece años. 
Silva fue golpeado por un choque cultural que resultó en que se volviera introvertido y ganara miedo al hablar en público. Comenzó a actuar mientras estaba en la escuela secundaria para enfrentar su miedo. "Pensé que si ibas a tener miedo de algo, bien podrías estar en el ojo del huracán. Entonces comencé a actuar porque tenía miedo de hablar en público". Después de graduarse en Pace University, hizo apariciones en Madam Secretary y Fluidity.

## Vida personal
Silva es practicante de jiu-jitsu brasileño, habiendo entrenado con Royce Gracie. También baila y habla con fluidez inglés, español y portugués.
De acuerdo a una declaración en su Twitter, es parte de la comunidad LGBT+.

## Filmografía
| Año       | Título            | Rol                        | Notas                        |
| --------- | ----------------- | -------------------------- | ---------------------------- |
| 2015      | Drunk Art Love    | Ed                         | Miniserie                    |
| 2017      | Unpaid Interns    | Jay "Pennystock" Meirelles | Cortometraje                 |
| 2018      | Narrator Syndrome | Faceless Man #3            | Cortometraje                 |
| 2019      | Madam Secretary   | Oscar Cortez               | Episodio: "Something Better" |
| 2019      | Fluidity          | Raul                       |                              |
| 2020-2025 | 9-1-1: Lone Star  | Carlos Reyes               | Elenco principal             |